# Edem Kodjo

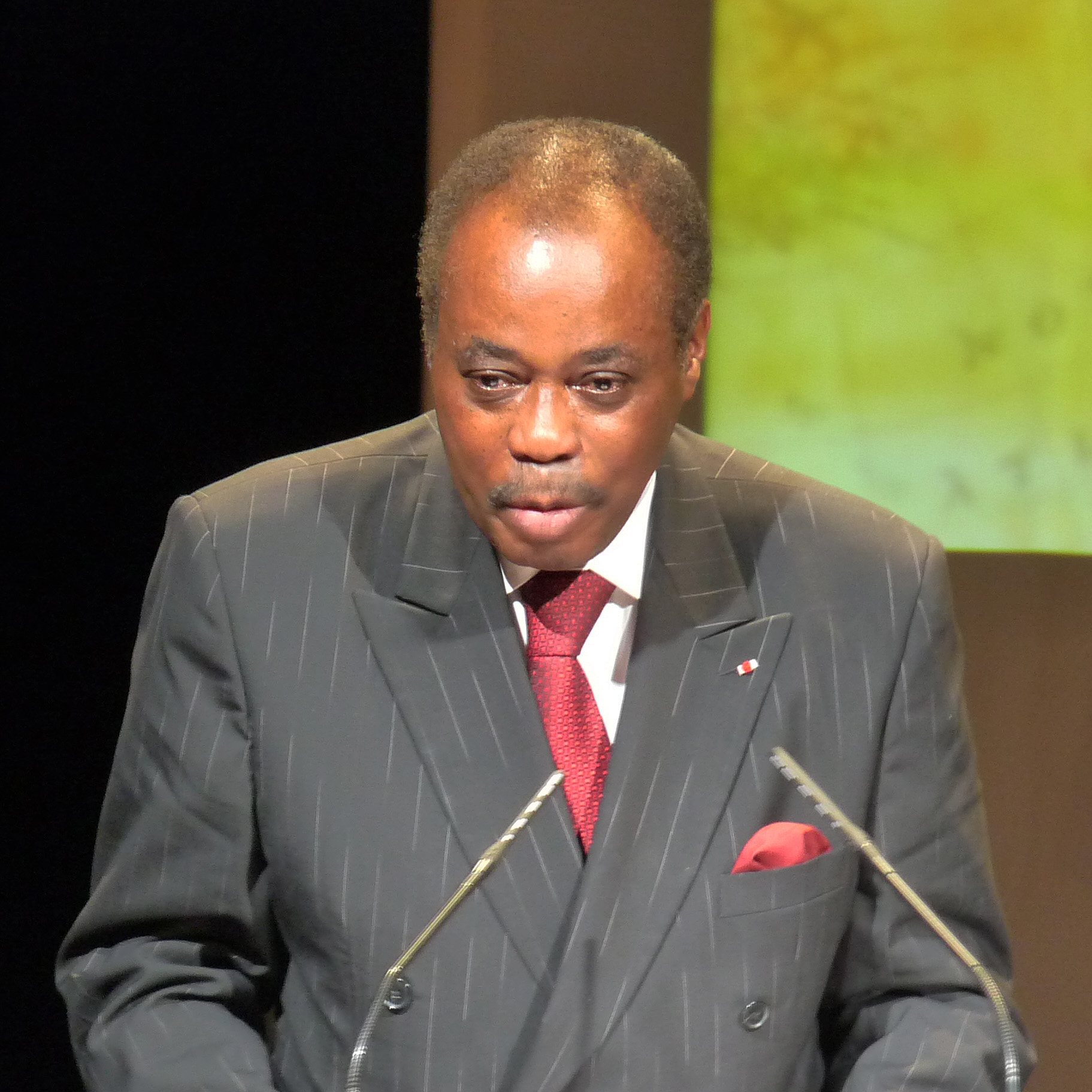
Edem Kodjo (2011)

Edem Kodjo (* 23. Mai 1938 in Sokodé als Édouard Kodjovi Kodjo; † 11. April 2020 in Neuilly-sur-Seine) war ein togoischer Politiker und Schriftsteller.

## Politische Laufbahn
Edem Kodjo war unter Präsident Gnassingbé Eyadéma von 1973 bis 1976 Finanzminister Togos, anschließend bis 1978 Außenminister. Von 1978 bis 1983 war er Generalsekretär der OAU, der Organisation für Afrikanische Einheit (heute Afrikanische Union).
Im Zuge der Aufbruchsbewegungen nach dem Ende der Ost-West-Konfrontation und der bis dahin die afrikanische Politik beherrschenden Blockpolitik brach er 1990 mit Eyadema und gründete die Togoische Union für Demokratie (UTD).
Als Vorsitzender der kleinen Oppositionspartei UTD wurde er am 22. April 1994 durch den Staatspräsidenten Gnassingbé Eyadéma erstmals zum Premierminister ernannt. Bei den vorangegangenen Parlamentswahlen hatte die UTD nur sieben Sitze in der Nationalversammlung (einen davon durch Kodjo), die größere Oppositionspartei CAR dagegen 36 der 81 Sitze gewonnen, die Regierungspartei RPT damit die Mehrheit verloren. Beide Oppositionsparteien gehörten zur so genannten „gemäßigten Opposition“, die durch intensive Anstrengungen Frankreichs, Deutschlands, der USA und Burkina Fasos bewogen werden konnte, an den Wahlen teilzunehmen, während die Parteien der „traditionellen“ oder „radikalen“ Opposition die Wahlen boykottierten.
Edem Kodjo bildete eine Koalitionsregierung aus Mitgliedern der UTD, der ehemaligen Einheitspartei RPT und Unabhängigen. Zu den wichtigsten Amtshandlungen seiner Regierung zählte die Verabschiedung eines Amnestiegesetzes für politisch motivierte Straftaten im Dezember 1994 und die Freilassung vieler politischer Gefangener. Als bei Nachwahlen im August 1996 die RPT große Gewinne verzeichnete, trat Edem Kodjo zurück; die Besetzung der Schlüsselpositionen blieb unter seinem Nachfolger Kwassi Klutse aber unverändert. Die Kooperation mit der RPT hatte zu einer gewissen Isolierung Kodjos innerhalb der Opposition geführt.
Edem Kodjo war später Vorsitzender der Convergence Patriotique Panafricaine (CPP), die aus der Fusion der kleinen Oppositionsparteien PAD, UTD, UDS und PDU hervorging.
Am 8. Juni 2005 ernannte der neugewählte Präsident Faure Gnassingbé Edem Kodjo zum Premierminister. Bereits im Vorfeld der Präsidentschaftswahl hatte Kodjo die Einrichtung einer Wahrheits- und Versöhnungskommission nach dem Modell Südafrikas vorgeschlagen. Sein Nachfolger als Premierminister wurde im September 2006 Yawovi Agboyibo.

## Schriftstellerisches Werk
Kodjo hat mehrere Bücher veröffentlicht, darunter Et demain l’Afrique und Port Mélo. Für diese Werke wurde er 1985 bzw. 2006 mit dem Grand Prix littéraire de l’Afrique noire ausgezeichnet. Zu seinen Werken zählen auch der Roman Au commencement était le glaive (2004) und der zur 50. Wiederkehr des „Afrikanischen Jahrs“ 2010 erschienene Essay Lettre ouverte à l’Afrique cinquantenaire.